# Rhopalodontus americanus
Rhopalodontus americanus är en skalbaggsart som beskrevs av Lawrence 1971. Rhopalodontus americanus ingår i släktet Rhopalodontus och familjen trädsvampborrare. Inga underarter finns listade i Catalogue of Life.